# UGC 9618
UGC 9618 (również VV 340, Arp 302) – para powiązanych galaktyk położonych w gwiazdozbiorze Wolarza w odległości około 450 milionów lat świetlnych. Ze względu na dużą emisję w podczerwieni para ta jest klasyfikowana jako Jasna galaktyka podczerwona (ang. Luminous Infrared Galaxy, LIRG).
Dane rentgenowskie otrzymane z teleskopu Chandra wskazują, że w centrum ułożonej krawędzią do obserwatora galaktyki znajduje się dynamicznie rozwijająca się supermasywna czarna dziura przesłonięta przez galaktyczny gaz i pył. Kosmiczny Teleskop Spitzera dowodzi, że promieniowanie podczerwone tej pary galaktyk w znacznej mierze pochodzi od tej samej galaktyki ułożonej krawędzią w naszą stronę, choć znajdująca się w niej supermasywna czarna dziura jest tylko w niewielkim stopniu odpowiedzialna za emisję w podczerwieni.
Natomiast dane uzyskane z teleskopu GALEX dowodzą, że większość promieniowania ultrafioletowego pochodzi od drugiej galaktyki. Podobnie ta galaktyka jest lepiej widoczna w paśmie optycznym, jak to widać na zdjęciach teleskopu Hubble’a. Wskazuje to, że właśnie w tej galaktyce procesy formowania nowych gwiazd zachodzą intensywniej.
Zanim obie galaktyki UGC 9618 ostatecznie zleją się w jedną upłyną jeszcze miliony lat. Ta para galaktyk jest doskonałym przykładem pary, w której każda z galaktyk rozwija się w innym tempie.